# 阿拉莫里奧 (加利福尼亞州)
阿拉莫里奧（英語：Alamorio）是位於美國加利福尼亞州因皮里爾縣的一個非建制地區。該地的面積和人口皆未知。

## 地理
阿拉莫里奧的座標為32°58′45″N 115°27′41″W / 32.97917°N 115.46139°W，而該地的平均海拔高度為-40米（即-128英尺）。